# Nagroda Satelita dla najlepszego filmu dramatycznego
Laureaci Satelity w kategorii najlepszy film dramatyczny:

## Lata 90
1996: Fargo

nominacje:
- Angielski pacjent
- Blask
- Na granicy
- Sekrety i kłamstwa
- Trainspotting

1997: Titanic

nominacje:
- Amistad
- Boogie Nights
- Buntownik z wyboru
- Tajemnice Los Angeles

1998: Cienka czerwona linia

nominacje:
- Bogowie i potwory
- Elizabeth
- Generał
- Szeregowiec Ryan

1999: Informator

nominacje:
- American Beauty
- Cedry pod śniegiem
- Magnolia
- Nie czas na łzy
- Utalentowany pan Ripley

## 2000–2009
2000: Traffic

nominacje:
- Billy Elliot
- Erin Brockovich
- Gladiator
- Tańcząc w ciemnościach
- Zatrute pióro

2001: Za drzwiami sypialni

nominacje:
- Inni
- Memento
- Na samym dnie
- Sexy Beast

2002: Daleko od nieba

nominacje:
- Antwone Fisher
- Droga do zatracenia
- Godziny
- Spokojny Amerykanin
- Władca Pierścieni: Dwie wieże

2003: Nasza Ameryka

nominacje:
- Jeździec wielorybów
- Ostatni samuraj
- Pan i władca: Na krańcu świata
- Rzeka tajemnic
- Trzynastka
- Władca Pierścieni: Powrót króla

2004: Hotel Ruanda

nominacje:
- Aviator
- Kill Bill Vol. 2
- Kinsey
- Maria łaski pełna
- Vera Drake

2005: Tajemnica Brokeback Mountain

nominacje:
- Capote
- Człowiek ringu
- Historia przemocy
- Wewnętrzna wojna
- Wyznania gejszy

2006: Infiltracja

nominacje:
- Babel
- Królowa
- Małe dzieci
- Ostatni król Szkocji
- Szkolny chwyt
- Sztandar chwały

2007: To nie jest kraj dla starych ludzi

nominacje:
- 3:10 do Yumy
- Daleko od niej
- Wschodnie obietnice
- Nim diabeł dowie się, że nie żyjesz
- Świadek bez pamięci

2008: Slumdog. Milioner z ulicy

nominacje:
- Droga do szczęścia
- Frost/Nixon
- Rzeka ocalenia
- Lektor
- Obywatel Milk

2009: The Hurt Locker. W pułapce wojny

nominacje:
- Była sobie dziewczyna
- Jaśniejsza od gwiazd
- W imieniu armii
- Hej, skarbie
- Ukamienowanie Sorayi M.

## 2010–2019
2010: The Social Network

nominacje:
- 127 godzin
- Autor widmo
- Aż po grób
- Blue Valentine
- Do szpiku kości
- Incepcja
- Jak zostać królem
- Królestwo zwierząt
- Miasto złodziei

2011: Spadkobiercy

nominacje:
- Artysta
- Czas wojny
- Drive
- Hugo i jego wynalazek
- Moneyball
- O północy w Paryżu
- Służące
- Szpieg
- Wstyd

2012: Poradnik pozytywnego myślenia

nominacje:
- Bestie z południowych krain
- Kochankowie z Księżyca
- Les Misérables. Nędznicy
- Lincoln
- Operacja Argo
- Skyfall
- Wróg numer jeden
- Życie Pi

2013: Zniewolony. 12 Years a Slave

nominacje:
- American Hustle
- Blue Jasmine
- Co jest grane, Davis?
- Grawitacja
- Kapitan Phillips
- Ratując pana Banksa
- Tajemnica Filomeny
- Wilk z Wall Street
- Wszystko stracone